# 莫井乡
莫井乡，是中华人民共和国湖南省衡陽市衡东县下辖的一个乡镇级行政单位。2015年11月18日，德圳乡、栗木乡、莫井乡和吴集镇成建制合并设立吴集镇。

## 行政区划
莫井乡下辖以下地区：
莫井村、碰塘村、江山村、三口井村、建新村、鹅形村、三垅村、井冲村、四冲村、莫园村、新开田村、白沙村和何家园村。